# Кристал-Біч (Нью-Йорк)
Кристал-Біч (англ. Crystal Beach) — переписна місцевість (CDP) в США, в окрузі Онтаріо штату Нью-Йорк. Населення — 627 осіб (2020).

## Географія
Кристал-Біч розташований за координатами 42°48′35″ пн. ш. 77°15′30″ зх. д. / 42.80972° пн. ш. 77.25833° зх. д. (42.809769, -77.258293).  За даними Бюро перепису населення США в 2010 році переписна місцевість мала площу 2,29 км², з яких 1,77 км² — суходіл та 0,53 км² — водойми.

## Демографія
Згідно з переписом 2010 року, у переписній місцевості мешкали 644 особи в 290 домогосподарствах у складі 168 родин. Густота населення становила 281 особа/км².  Було 413 помешкання (180/км²).
Расовий склад населення:
| - 97,0 % — білих - 1,2 % — чорних або афроамериканців - 0,8 % — азіатів - 0,2 % — корінних американців |

До двох чи більше рас належало 0,5 %. Частка іспаномовних становила 4,3 % від усіх жителів.
За віковим діапазоном населення розподілялося таким чином: 15,8 % — особи молодші 18 років, 63,4 % — особи у віці 18—64 років, 20,8 % — особи у віці 65 років та старші. Медіана віку мешканця становила 47,3 року. На 100 осіб жіночої статі у переписній місцевості припадало 100,0 чоловіків;  на 100 жінок у віці від 18 років та старших — 92,2 чоловіків також старших 18 років.
Середній дохід на одне домашнє господарство  становив 60 274 долари США (медіана — 45 433), а середній дохід на одну сім'ю — 73 572 долари (медіана — 73 500). За межею бідності перебувало 29,6 % осіб, у тому числі 85,6 % дітей у віці до 18 років та 0,0 % осіб у віці 65 років та старших.
Цивільне працевлаштоване населення становило 327 осіб. Основні галузі зайнятості: освіта, охорона здоров'я та соціальна допомога — 30,3 %, будівництво — 20,8 %, роздрібна торгівля — 16,8 %.